# Lophorrhina kiellandi
Lophorrhina kiellandi är en skalbaggsart som beskrevs av Allard 1985. Lophorrhina kiellandi ingår i släktet Lophorrhina och familjen Cetoniidae. Inga underarter finns listade i Catalogue of Life.